# Le Concert de Théodore
Pour plus de détails, voir Fiche technique et Distribution.
Le Concert de Théodore est un film muet français réalisé par Georges Monca, sorti en 1909.

## Fiche technique
- Titre : Le Concert de Théodore
- Réalisation : Georges Monca
- Scénario : Paul Bonhomme
- Photographie :
- Montage :
- Société de production : Société cinématographique des auteurs et gens de lettres (S.C.A.G.L)
- Société de distribution : Pathé Frères
- Pays d'origine :  France
- Langue : film muet avec les intertitres en français
- Métrage : 205 mètres
- Format : Noir et blanc — 35 mm — 1,33:1 — Muet
- Genre :  Comédie
- Durée : 6 minutes 50
- Dates de sortie :
  - France : 9 août 1909

## Distribution
- Charles Prince
- Paul Landrin
- Delphine Renot
- Jane Rosni-Derys